# Club Deportivo Torrevieja
El CD Torrevieja es un club de fútbol de España, de la ciudad de Torrevieja en Alicante. Fue fundado en 1993 y juega en el grupo VIII de la división 1ª Regional Preferente Valenciana.

## Himno
ADELANTE TORREVIEJA
Adelante , adelante, Torrevieja club de fútbol adelante.
Pisa fuerte que te empuja la afición.
Gritando en las gradas, en todas tus jugadas.
Alirón Torrevieja Campeón.
Adelante , adelante, Torrevieja club de fútbol adelante.
Pisa fuerte que te empuja la afición.
Gritando en las gradas, en todas tus jugadas.
Alirón Torrevieja Campeón.
Es tu verde campo la esperanza de ganar.
Es tu camiseta blanca como es la sal.
El azul del mar lo llevas en tu pantalón.
Y si sabes jugar, y logras ascender, tu afición te animará con gran placer.
Adelante, adelante, Torrevieja club de fútbol adelante.
Pisa fuerte que te empuja la afición.
Gritando en las gradas.
En todas tus jugadas.
Aliron, Torrevieja campeón.
El azul del mar lo llevas en tu pantalón.
Y si sabes jugar, y logras ascender, la afición te animará con gran placer.
Adelante, adelante, Torrevieja club de fútbol adelante.
Pisa fuerte que te empuja la afición.
Gritando en las gradas, en todas tus jugadas.
Aliron Torrevieja campeón.
Aliron Torrevieja campeón.
Aliron Torrevieja campeón.
Torrevieja campeón.
Campeón campeón.

## Historia
En Torrevieja, el fútbol comenzó a ser popular durante la época de la Primera Guerra Mundial. Aunque en aquellos años no existían equipos oficiales, gente del lugar despejaban un campo, colocaban las porterías y jugaban un partido. El primer campo oficial fue inaugurado en 1920 en un terreno cuyo lugar es llamado actualmente Colonia de San Esteban, muy cerca de la actual estación de autobús. En la plaza pequeña detrás de la estación podemos ver una estatua conmemorativa de un futbolista.
La primera referencia del Torrevieja Club de Fútbol es en 1923 y aunque no tenían ninguna liga oficial para jugar, amistosos y copas estivales eran organizadas junto con otros equipos de la Vega Baja.
Durante la Guerra Civil (1936-1939), el fútbol, como muchas otras cosas, sufrió una paralización. No fue hasta mediados de los 50 la aparición de un equipo oficial. En esta época se crearon dos clubes: Español Frente de Juventudes y Club Deportivo Torreviejense (conocidos popularmente como "el Hueso" y "el Remiendo").
Como en las décadas anteriores, ambos equipos solo participaban en amistosos y torneos como la Copa San Pedro o la Copa Vega Baja, sin apenas éxitos que mencionar. Los partidos de este periodo son recordados por la visita a Torrevieja de equipos como Hércules, Orihuela o Murcia.
En los quince años siguientes, ambos clubes desaparecieron, dejando un vacío que fue llenado en 1971 con la creación del Torrevieja Club de Fútbol. Este hecho llegó a la inculcación de la prensa local de crear un nuevo club a la vez de un campo para jugar, actitud que se extendió por todo el municipio. Así pues, el ayuntamiento, encabezado por el alcalde de aquel momento, el señor Vicente García García y el vecino torrevejense Vicente Espinosa, que donó las tierras, decidieron construir el campo donde juega el FC Torrevieja actualmente. Fue llamado Estadio Municipal Vicente García y fue inaugurado con un partido contra el Hércules en 1971.
El Torrevieja CF tuvo su debut liguero en la temporada 1971/72, jugando en la Segunda División Regional Valenciana, y alcanzaron la Regional Preferente en 1976. En 1978 el club consiguió el ascenso a Tercera División. El pueblo entero festejó el acontecimiento.
Durante diez años, el club jugó en la Tercera División, pero el 15 de mayo de 1988, el Torrevieja CF logró su mejor actuación hasta ahora: el ascenso a la Segunda División B. Durante cinco temporadas compitió en esta categoría, pero debido a las exigencias económicas, comenzó a hacerse duro estar a este nivel. En deuda y sin poder pagar a sus jugadores y acreedores, el club descendió al fin de la campaña 1993/94 a la Tercera División. Peor fue el descenso a la Regional Preferente por no cumplir sus compromisos financieros.
Al mismo tiempo, en 1993, un nuevo club de fútbol fue creado en el pueblo: el Club Deportivo Torrevieja. El equipo comienza jugando en la Segunda Regional. Este fue el nuevo equipo que fue escalando poco a poco hasta alcanzar la Regional Preferente en 1996, justo cuando el Torrevieja CF acababa de descender a la Segunda Regional. En 1996 el nuevo club adoptó su actual denominación, Fútbol Club Torrevieja y este es el equipo que hoy en día representa a Torrevieja. Después de un año en la Regional Preferente, el FC Torrevieja consiguió ascender en 1997 a la Tercera División, para dos años más tarde volver a la Regional Preferente.
En la temporada 2002-03, Restituto (Tuto) Marroquí Ramirez fue elegido presidente por el concejo local, ya que el club era propiedad municipal. El entrenador sería Vlaho Macan. En su primera temporada logró un puesto en la mitad de la tabla con un equipo formado por jóvenes jugadores locales.
En enero de 2003, un encuentro en el "Total Football Bar" en la Urbanización San Luis, un grupo de fanes principalmente británicos decidieron crear una peña del FC Torrevieja. Esta peña siguió al FC Torrevieja partido tras partido toda la temporada y ayudó a incrementar el número de espectadores en los partidos. EL nombre escogido para esta peña fue "The Torry Army". El primer presidente fue Eduardo Cagigao.
En la temporada 2003/04 el equipo alcanzó los play-off que desafortunadamente no venció. Esto conllevó a la dimisión del mánager Macan, en una temporada marcada por el incremento de expectación en el Vicente García, que alcanzaba las 3000 personas durante el partido frente al Paterna CF, y donde las cámaras de Canal +, en su programa "El Día Después" hacían un especial sobre los aficionados británicos y el equipo.
Con la dimisión de Macan al final de la temporada, Juan Manuel Riquelme (exentrenador del Novelda y del FC Jumilla) fue elegido para sucederle en la campaña 2004/05. Riquelme decía en sus primeras comparecencias que estaba interesado en una sola cosa: el ascenso. Estuvo cierto en sus palabras y después de sufrir la desilusión de ser superados en el campeonato por el rival regional, el Alone de Guardamar, el FC Torrevieja sentenció el ascenso antes de disputar el partido de vuelta en la última eliminatoria frente al Saguntino al vencer el "Torry" (tal y como lo llamaban los seguidores británicos) por 4-1 frente a unos 6,000 entusiasmados espectadores.
En la temporada 2005/06, Riquelme trajo doce nuevos jugadores para preparar la primera temporada en Tercera División. La expectación en torno al equipo continuó creciendo, pero un mal comienzo liguero hizo que Riquelme fuera reemplazado antes de Navidad, después de una nueva derrota en casa frente al Castellón B por 0-1. Antonio Cabezuelo Martínez, conocido como "Rojo" fue designado como sucesor de Riquelme y condujo al equipo a una posición cómoda en la mitad de la tabla al final de la liga.
La 2006/07 fue una temporada más satisfactoria para el club. Estando entre los cuatro primeros durante casi toda la temporada, "Torry" salía de los puestos de promoción. El equipo parecía estar rendido y carente de fe en ellos mismos. Rojo fue reemplazo por Francisco Pliego, que fue elegido para reconquistar un puesto en los play-off. Firmó un contrato para las 3 jornadas que restaban de la fase regular, y firmaría un nuevo contrato con el club si este lo veía apropiado posteriormente. Su mandato en el banquillo no pudo comenzar mejor; tras clasificarse para los play-off finalmente, en su primer partido eliminatorio el FC Torrevieja venció al Utebo por 2-0. Aunque la vuelta la perdieron por 1-0, el equipo pasó la semifinal, esperándole el Fuerteventura (que venció por 2-1 en su casa al Zalla y empató a cero en el partido de vuelta) en la eliminatoria decisiva.
El partido de ida se jugó en Puerto del Rosario (Fuerteventura), cuyo resultado fue un escaso 1-0 a favor de los insulares. Al domingo siguiente, en el que esperaban más de 6000 personas en el Vicente García, el milagro no pudo hacerse realidad. Un apretado 2-2 fue el resultado en un partido en el que el Fuerteventura vio certificado su ascenso a la 2ª Division B.
Tras la aprobación por parte de los socios en la Temporada 2013-2014, el club recupera la denominación con la que fue fundado en 1993, Club Deportivo Torrevieja.
En 2020 el club desapareció , tras no inscribirse en primera regional para la temporada 2020/21

## Uniforme
- Uniforme titular: Camiseta blanca, pantalón azul y medias blancas.
- Uniforme Visitante: Camiseta amarilla, pantalón amarillo y medias amarillas.

## Estadio
Estadio Municipal Nelson Mandela, con capacidad para 2000 espectadores.

## Datos del club
- Temporadas en 1ª: 0
- Temporadas en 2ª: 0
- Temporadas en 2ªB: 0
- Temporadas en 3ª: 14
- Mejor puesto en la liga: 3º (Tercera división española temporada 06-07)
- Peor puesto en la liga: 20º (Tercera división española temporada 98-99)

## Trofeos amistosos
- Trofeo Against Modern Football: (1) 2011

## Entrenadores

### Cronología de los entrenadores
- Vlado Macan (2002–2003-2003–2004)
- Juan Manuel Riquelme (2004–2005-2005–2006)
- Antonio Cabezuelo Martínez, "Rojo" (2005/2006-2006/2007)
- Francisco Pliego (2006–2007)
- José Agustín Soto García (2007/8)
- Vlado Macan (2007–2008)
- José Agustín Soto García (2008/2010)
- Mario Barrera (2010)
- José Antonio Álvarez (2011)
- Rafa Muñoz (2011)
- Chema Payá (2011)
- Casimiro Torres Ibáñez (2011/2013)
- Joserra (2013/2014)
- José Emilio Riquelme Galiana (2014/2015)
- Antonio Pedreño Saura (2015/2016)
- Gabi Correa (2016)